# 9447 Julesbordet
A 9447 Julesbordet (ideiglenes jelöléssel 1997 JJ18) a Naprendszer kisbolygóövében található aszteroida. Eric Walter Elst fedezte fel 1997. május 3-án.